# Landkreis Esslingen
Der Landkreis Esslingen ist eine Gebietskörperschaft in Baden-Württemberg. Mit 536.601 Einwohnern (31. Dezember 2024) ist er nach dem Rhein-Neckar-Kreis und vor dem Landkreis Ludwigsburg der zweitgrößte Landkreis dieses Landes und der sechstgrößte Deutschlands. Der Landkreis gehört zur Region Stuttgart im Regierungsbezirk Stuttgart.
Wie bei der Kreisstadt Esslingen änderte sich die Schreibweise des Namens am 15. Oktober 1964, zuvor schrieb er sich amtlich Landkreis Eßlingen.

## Geographie

### Geographische Lage
Der Landkreis Esslingen wird vom Neckar, der von Südwesten kommend in das Kreisgebiet eintritt, in zwei Teile geteilt. Der westliche Teil umfasst überwiegend die Filder-Hochebene, der östliche Teil hat Anteil an den Ausläufern der Schwäbischen Alb und am Schurwald (Teil des schwäbisch-fränkischen Berglandes). Im Kreisgebiet mündet die Fils bei Plochingen in den Neckar, der bei Esslingen-Mettingen das Kreisgebiet in Richtung Stuttgart wieder verlässt. Der Wasserspiegel des Neckars bei Mettingen stellt mit 229 m ü. NN den tiefsten Punkt des Kreisgebietes dar, der mit 830 m ü. NN höchste Punkt befindet sich im Brucker Hölzle bei Bissingen-Ochsenwang.

### Orte
Die Liste der Orte im Landkreis Esslingen enthält die ungefähr 185 Orte (Städte, Dörfer, Weiler, Höfe, Wohnplätze) des Landkreises Esslingen, soweit sie geografisch getrennt sind.

### Nachbarkreise
Der Landkreis Esslingen grenzt im Uhrzeigersinn im Norden beginnend an die Landkreise Rems-Murr-Kreis, Göppingen, Reutlingen und Böblingen sowie an den Stadtkreis Stuttgart.

### Flächenaufteilung
Nach Daten des Statistischen Landesamtes, Stand 2015.

### Naturschutzgebiete
Der Landkreis Esslingen besitzt die nachfolgenden Naturschutzgebiete. Nach der Schutzgebietsstatistik der Landesanstalt für Umwelt, Messungen und Naturschutz Baden-Württemberg (LUBW) stehen 2347,34 Hektar der Kreisfläche unter Naturschutz, das sind 3,66 Prozent.
1. Alter Neckar: 21,3 ha; Gemarkungen Esslingen am Neckar und Altbach
2. Am Rank (Röhmsee): 13 ha; Gemarkung Unterensingen
3. Denkendorfer Erlachsee: 4,4 ha; Gemarkung Denkendorf
4. Eichhalde: 85 ha; Gemarkung Bissingen an der Teck
5. Erkenbergwasen: 15,7 ha; Gemarkung Neidlingen
6. Grienwiesen (Schülesee): 11,5 ha; Gemarkung Unterensingen
7. Häslachwald: 53,6 ha (davon 8,6 ha im Kreis Esslingen); Stadt Ostfildern – Gemarkung Kemnat
8. Jusi/Auf dem Berg: 48,9 ha; Gemarkungen Kohlberg und Kappishäusern
9. Krähenhäule: 5,3 ha; Gemarkung Esslingen am Neckar
10. Kurzer Wasen-Roter Wasen: 29,1 ha; Gemarkung Weilheim an der Teck
11. Limburg: 161,5 ha; Gemarkung Weilheim an der Teck
12. Musberger Eichberg: 14,4 ha; Gemarkung Leinfelden-Echterdingen
13. Nägelestal: 20,0 ha; Gemarkung Kirchheim unter Teck
14. Neckarwasen: 13,3 ha; Gemarkungen Köngen und Wendlingen am Neckar
15. Neuffener Heide: 16,9 ha; Gemarkung Neuffen
16. Neuffener Hörnle-Jusenberg: 48,0 ha; Gemarkung Neuffen
17. Oberes Lenninger Tal mit Seitentälern: 593 ha; Gemeinde Lenningen – Gemarkungen Gutenberg und Oberlenningen
18. Randecker Maar mit Zipfelbachschlucht: 110,0 ha; Gemarkungen Ochsenwang und Hepsisau
19. Schaichtal: 467,8 ha; Gemarkungen Aich, Grötzingen und Neuenhaus, Altenriet und Schlaitdorf, Waldenbuch (Landkreis Böblingen), Walddorf und Häslach (Landkreis Reutlingen) und Dettenhausen (Landkreis Tübingen)
20. Schönrain: 7,1 ha; Gemarkung Neckartenzlingen
21. Schopflocher Moor (Torfgrube): 50,4 ha; Gemeinde Lenningen – Gemarkungen Schopfloch und Ochsenwang
22. Siebenmühlental: 98,5 ha; 52,6 ha auf den Gemarkungen Filderstadt und Leinfelden-Echterdingen im Landkreis Esslingen und 45,8 ha auf den Gemarkungen Steinenbronn und Waldenbuch im Landkreis Böblingen
23. Stettener Bach: 49,6 ha; Gemarkung Esslingen am Neckar und Schanbach
24. Teck: 386,0 ha; Gemarkungen Bissingen an der Teck, Dettingen unter Teck, Unterlenningen und Owen
25. Tobeltal mit Mittagsfels und Wielandstein: 151,4 ha; Gemeinde Lenningen, Gemarkung Oberlenningen
26. Unter dem Burz: 26,9 ha; Gemarkung Neidlingen
27. Wernauer Baggerseen: 32,1 ha; Gemarkungen Köngen, Wendlingen am Neckar und Wernau (Neckar)
28. Wernauer Lehmgrube: 5,5 ha; Gemarkung Wernau (Neckar)
29. Wiestal mit Rauber: 136,5 ha; Gemarkungen Jesingen, Holzmaden und Ohmden

## Geschichte
Der Landkreis Esslingen geht zurück auf das alte württembergische Oberamt Eßlingen, das 1803 nach Übergang der ehemals freien Reichsstadt Eßlingen an Württemberg errichtet wurde. Im Laufe der Geschichte wurde es mehrmals verändert. Ab 1810 gehörte es zur Landvogtei Rothenberg und ab 1818 zum Neckarkreis, der 1924 aufgelöst wurde. 1934 wurde das Oberamt in Kreis Eßlingen umbenannt, und nach dem Gesetz über die Landeseinteilung vom 24. April 1938 wurde der nunmehrige Landkreis Eßlingen zum 1. Oktober 1938 um einige Gemeinden des aufgelösten Amtsoberamts Stuttgart sowie der Kreise Schorndorf, Kirchheim unter Teck und Göppingen vergrößert.
Am 16. Oktober 1964 genehmigte die Landesregierung die Änderung der bisherigen Schreibung in die heutige Schreibweise Landkreis Esslingen.
Bei der Kreisreform wurde der Landkreis Esslingen am 1. Januar 1973 um den Landkreis Nürtingen (ohne Grafenberg) vergrößert.
Am 1. Januar 1975 kamen noch die Stadt Leinfelden und die Gemeinde Musberg vom Landkreis Böblingen hinzu. Damit erreichte er seine heutige Ausdehnung.
Nach Abschluss der Gemeindereform umfasst der Landkreis Esslingen noch 44 Gemeinden, darunter 13 Städte und hiervon wiederum sechs Große Kreisstädte (Esslingen am Neckar, Filderstadt, Kirchheim unter Teck, Leinfelden-Echterdingen, Nürtingen und Ostfildern). Die größte Stadt des Kreises ist Esslingen am Neckar, die kleinste Gemeinde ist Altdorf bei Nürtingen.
1980 verübten deutsche Rechtsradikale der Deutsche Aktionsgruppen einen Bombenschlag auf das Landratsamt Esslingen sowie auf das Wohnhaus des Landrats.

### Einwohnerentwicklung

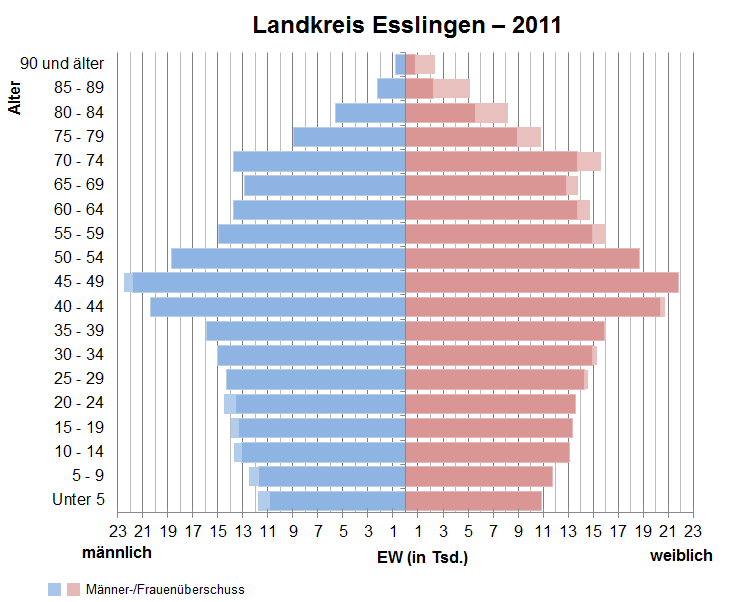
Bevölkerungspyramide für den Landkreis Esslingen (Datenquelle: Zensus 2011)

Die Einwohnerzahlen sind Volkszählungsergebnisse (¹) oder amtliche Fortschreibungen des Statistischen Landesamts Baden-Württemberg (nur Hauptwohnsitze). Die Bevölkerungsentwicklung vor 1973 beinhaltet die Summe der Einwohner auch der Gemeinden, die heute zum Kreis Esslingen gehören, früher aber anderen Verwaltungseinheiten (Oberämtern, Landkreisen) zugeordnet waren.
| Datum           | Einwohner |
| --------------- | --------- |
| 1. Dez. 1871 ¹  | 102.977   |
| 1. Dez. 1900 ¹  | 123.690   |
| 17. Mai 1939 ¹  | 177.405   |
| 31. Aug. 1950 ¹ | 255.596   |
| 27. Mai 1970 ¹  | 424.611   |
| 31. Dez. 1973   | 450.515   |

| Datum          | Einwohner |
| -------------- | --------- |
| 31. Dez. 1975  | 450.232   |
| 31. Dez. 1980  | 460.156   |
| 31. Dez. 1985  | 456.362   |
| 25. Mai 1987 ¹ | 460.429   |
| 31. Dez. 1990  | 480.436   |
| 31. Dez. 1995  | 490.169   |

| Datum         | Einwohner |
| ------------- | --------- |
| 31. Dez. 2000 | 500.666   |
| 31. Dez. 2005 | 514.245   |
| 31. Dez. 2010 | 514.830   |
| 31. Dez. 2015 | 524.127   |
| 31. Dez. 2020 | 533.617   |

Mit 536.601 Einwohnern (31. Dezember 2024) steht der Landkreis Esslingen bezogen auf die Bevölkerung an siebter Stelle in Deutschland, hinter dem Rhein-Neckar-Kreis (558.561) und dem Landkreis Ludwigsburg (535.374 Einwohner).

### Konfessionsstatistik
Laut der Volkszählung 2011 waren 40,1 % der Einwohner evangelisch, 23,0 % römisch-katholisch und 37,0 % waren konfessionslos, gehörten einer anderen Religionsgemeinschaft an oder machten keine Angabe. Der Anteil der Protestanten und Katholiken an der Gesamtbevölkerung ist seitdem jährlich um einen Prozentpunkt gesunken. Gemäß dem Zensus 2022 waren 31,5 % der Einwohner evangelisch, 19,1 % katholisch, und 49,4 % waren konfessionslos, gehörten einer anderen Glaubensgemeinschaft an oder machten keine Angabe.
Laut kirchliche Statistik hat die Anzahl der Katholiken im Kreis im Jahr 2023 sich mit 3283 Personen (oder 0,6 % der Gesamtbevölkerung) verringert.

## Politik
Der Landkreis wird vom Kreistag und vom Landrat verwaltet.

### Kreistag
Der Kreistag wird von den Wahlberechtigten im Landkreis auf fünf Jahre gewählt. Die Kommunalwahl am 9. Juni 2024 führte zu dem in den Diagrammen dargestellten Endergebnis.
- Linke: 3
- SPD: 13
- Grüne: 14
- FDP: 5
- FW: 27
- CDU: 22
- AfD: 10

Ergebnisübersicht der Kreistagswahlen seit 1989
| Parteien und Wählergemeinschaften | Parteien und Wählergemeinschaften           | % 2024 | Sitze 2024 | % 2019 | Sitze 2019 | % 2014 | Sitze 2014 | % 2009 | Sitze 2009 | % 2004 | Sitze 2004 | % 1999 | Sitze 1999 | % 1994 | Sitze 1994 | % 1989 | Sitze 1989 |
| --------------------------------- | ------------------------------------------- | ------ | ---------- | ------ | ---------- | ------ | ---------- | ------ | ---------- | ------ | ---------- | ------ | ---------- | ------ | ---------- | ------ | ---------- |
| FW                                | Freie Wähler im Landkreis Esslingen         | 26,3   | 27         | 29,4   | 28         | 31,5   | 30         | 27,3   | 29         | –      | –          | –      | –          | –      | –          | –      | –          |
| CDU                               | Christlich Demokratische Union Deutschlands | 22,8   | 22         | 19,5   | 19         | 24,0   | 23         | 23,8   | 25         | 30,4   | 31         | 31,1   | 31         | 25,1   | 26         | 25,1   | 34         |
| Grüne                             | Bündnis 90/Die Grünen                       | 16,3   | 14         | 19,1   | 19         | 14,5   | 14         | 14,5   | 14         | 12,7   | 12         | 9,4    | 9          | 12,8   | 12         | 10,7   | 14         |
| SPD                               | Sozialdemokratische Partei Deutschlands     | 14,0   | 13         | 15,5   | 15         | 19,4   | 19         | 21,5   | 20         | 22,3   | 21         | 23,9   | 21         | 25,5   | 24         | 25,5   | 32         |
| AfD                               | Alternative für Deutschland                 | 10,8   | 10         | 5,9    | 5          | –      | –          | –      | –          | –      | –          | –      | –          | –      | –          | –      | –          |
| FDP                               | Freie Demokratische Partei                  | 5,7    | 5          | 6,2    | 5          | 4,7    | 5          | 7,1    | 7          | 4,9    | 5          | 3,1    | 3          | 3,9    | 4          | 4,9    | 5          |
| Linke                             | Die Linke                                   | 3,9    | 3          | 3,9    | 4          | 3,3    | 3          | 2,1    | 1          | –      | –          | –      | –          | –      | –          | –      | –          |
| L.E.Bürger                        | Liste engagierter Bürger                    | 0,3    | 0          | –      | –          | 0,4    | 0          | –      | –          | –      | –          | –      | –          | –      | –          | –      | –          |
| REP                               | Die Republikaner                            | –      | –          | 0,6    | 1          | 2,0    | 2          | 2,8    | 3          | 4,7    | 4          | 4,4    | 4          | 5,4    | 5          | 5,8    | 6          |
| UFB                               | Unabhängige Freie Bürger                    | –      | –          | –      | –          | –      | –          | 0,8    | 1          | –      | –          | –      | –          | –      | –          | –      | –          |
| WG                                | Wählervereinigungen                         | –      | –          | –      | –          | –      | –          | –      | –          | 25,1   | 27         | 28,1   | 30         | 27,3   | 30         | 27,8   | 38         |
| Sonst.                            | Sonstige                                    | –      | –          | –      | –          | –      | –          | –      | –          | –      | –          | –      | –          | 0,1    | 0          | 0,3    | 0          |
| Gesamt                            | Gesamt                                      | 100 %  | 94         | 100 %  | 98         | 100 %  | 96         | 100 %  | 100        | 100 %  | 100        | 100 %  | 98         | 100 %  | 101        | 100 %  | 129        |
| Wahlbeteiligung                   | Wahlbeteiligung                             | 62,3 % | 62,3 %     | 58,5 % | 58,5 %     | 49,7 % | 49,7 %     | 52,8 % | 52,8 %     | 53,8 % | 53,8 %     | 54,3 % | 54,3 %     | 68,2 % | 68,2 %     | 60,5 % | 60,5 %     |

- WG: Wählervereinigungen, da sich die Ergebnisse von 1989 bis 2004 nicht auf einzelne Wählergruppen aufschlüsseln lassen.

### Landrat
Der Kreistag wählt den Landrat für eine Amtszeit von 8 Jahren. Dieser ist gesetzlicher Vertreter und Repräsentant des Landkreises sowie Vorsitzender des Kreistags und seiner Ausschüsse, hat aber kein Stimmrecht in den Gremien. Er leitet das Landratsamt und ist Beamter des Kreises.
Zu seinem Aufgabengebiet zählen die Vorbereitung der Kreistagssitzungen sowie seiner Ausschüsse. Er beruft Sitzungen ein, leitet diese und vollzieht die dort gefassten Beschlüsse. Sein Stellvertreter ist der Erste Landesbeamte.
| Amtszeit  | Name               |
| --------- | ------------------ |
| 1933–1938 | Ernst Mäulen       |
| 1938–1945 | Hans Häcker        |
| 1945–1946 | Fritz Landenberger |
| 1946–1966 | Georg Geist        |
| 1966–1973 | Richard Schall     |
| 1973–2000 | Hans Peter Braun   |
| 2000–2024 | Heinz Eininger     |
| seit 2024 | Marcel Musolf      |

Die Oberamtmänner des früheren Oberamts Eßlingen von 1803 bis 1938 sind im Artikel Oberamt Eßlingen dargestellt.

Die Oberamtmänner des früheren Oberamts Nürtingen von 1805 bis 1938 sind im Artikel Oberamt Nürtingen dargestellt.

Die Oberamtmänner des früheren Oberamts Kirchheim von 1791 bis 1938 sind im Artikel Oberamt Kirchheim dargestellt.

Die Landräte des früheren Landkreises Nürtingen von 1938 bis 1973 sind im Artikel Landkreis Nürtingen dargestellt.

### Wappen
Das Wappen des Landkreises Esslingen zeigt in Gold über einem von Schwarz und Gold mit Teilungen schräggerauteten (geweckten) Schildfuß einen rot bewehrten und rot bezungten schwarzen Adler, belegt mit einem goldenen Hifthorn an goldener Fessel. Das Wappen wurde dem Landkreis Esslingen am 13. August 1975 durch das Innenministerium Baden-Württemberg verliehen.
Das Wappen wurde aus den Wappensymbolen der früheren Landkreise bzw. Herrschaften entnommen. Der Adler symbolisiert die ehemals freie Reichsstadt Esslingen, Rauten und Hifthorn sind dem alten Kreiswappen von Nürtingen entnommen, wobei die Rauten die Herrschaft Teck (u. a. Stadt Kirchheim unter Teck) und das Hifthorn die Stadt Nürtingen versinnbildlichen.
Vor der Kreisreform hatte der (alte) Landkreis Esslingen ein anderes Wappen. Es zeigte in Gold unter einer liegenden schwarzen Hirschstange einen rot bewehrten schwarzen Adler, dessen Brust mit drei nebeneinander stehenden grünen Schildchen belegt war. Dieses Wappen war dem Landkreis Esslingen am 1. Oktober 1951 durch die Landesregierung von Württemberg-Baden verliehen worden. Der Adler sollte auf die ehemalige Reichsstadt Esslingen, die Hirschstange auf die Zugehörigkeit zu Württemberg und die drei Schildchen auf die drei Landschaften im Kreisgebiet (Schurwald, Filder und Neckartal) hinweisen.
Siehe auch: Liste der Wappen im Landkreis Esslingen

### Partnerschaften
Der Landkreis Esslingen unterhält seit 1983 eine Partnerschaft mit der Stadt Givatayim in Israel. Weitere Partnerschaften bestehen mit dem Landkreis München seit 1979, dem Landkreis Leipzig seit 1990 und dem Landkreis Pruszków in Polen seit 2001.

## Wirtschaft und Infrastruktur
Im sogenannten Zukunftsatlas 2016 belegte der Landkreis Esslingen Platz 22 von 402 Landkreisen, Kommunalverbänden und kreisfreien Städten in Deutschland und zählt damit zu den Regionen mit „sehr hohen Zukunftschancen“. In der Ausgabe von 2019 lag er auf Platz 31 von 401.

### Wirtschaft
Die beschäftigungsintensivsten Branchen im Landkreis Esslingen sind nach Informationen des Statistischen Landesamtes:
- Fahrzeugherstellung mit 14.500 Beschäftigten
- Gesundheits-, Veterinär- und Sozialwesen mit 13.100 Beschäftigten.[17]
- Maschinenbau mit 23.300 Beschäftigten
- Unternehmensnahe Dienstleistungen mit 14.100 Beschäftigten

### Verkehr

#### Flughafen
Der Flughafen Stuttgart liegt am östlichen Rand des Stadtgebiets von Leinfelden-Echterdingen. Die Start- und Landebahnen befinden sich größtenteils auf der Gemarkung von Filderstadt-Bernhausen.

#### Öffentlicher Nahverkehr
Von Stuttgart aus führte schon 1845 die Filsbahn der Königlich Württembergischen Staats-Eisenbahnen bis in die Kreisstadt Esslingen, sie wurde 1846 bis Plochingen und 1850 via Geislinger Steige bis Ulm verlängert.
Von Plochingen schloss sich 1859 Bahnstrecke Plochingen–Reutlingen am Neckar entlang über Nürtingen an, die später nach Immendingen verlängert wurde. Von dieser zweigte 1864 in Wendlingen (damals Unterboihingen) die Teckbahn der Kirchheimer Eisenbahn-Gesellschaft ab, die 1899 von der Staatsbahn bis Oberlenningen verlängert wurde. Eine weitere, mittlerweile stillgelegte, Nebenbahn war die 1908 eröffnete Bahnstrecke Kirchheim (Teck) Süd–Weilheim (Teck).
Die Tälesbahn Nürtingen–Neuffen gehört seit ihrer Eröffnung im Jahre 1900 der Württembergischen Eisenbahn-Gesellschaft.
Auf den am Südrand Stuttgarts gelegenen Fildern entwickelte sich in über einhundert Jahren ein vielfältiges Nahverkehrssystem, die Filderbahn-Gesellschaft. Die von 1989 bis 1993 in Betrieb genommene S-Bahn (S2 und S3) zum Flughafen Stuttgart benutzt in Leinfelden-Echterdingen teilweise die Trasse der 1920 von der Deutschen Reichsbahn eröffneten Linie Vaihingen–Echterdingen, von der 1928 in Leinfelden ein Strang nach Waldenbuch abzweigte. Im Herbst 2001 wurde die Strecke der S2 vom Flughafen bis Filderstadt-Bernhausen verlängert.
In Echterdingen knüpfte man an die Linie Möhringen–Neuhausen an, die von der Filderbahn-Gesellschaft 1897 in Meterspur erbaut und 1902 auf Normalspur umgestellt worden war. Das Teilstück Möhringen–Echterdingen wurde ersetzt durch eine Verbindung Möhringen–Leinfelden, die 1928 als elektrische Überlandbahn in Meterspur neu gebaut und – parallel zur Normalspurbahn nach Neuhausen – bis Echterdingen Ort verlängert worden ist. Seit 1990 verkehrt stattdessen von Stuttgart eine normalspurige Stadtbahn (Linie U5) nur bis Leinfelden Bahnhof, von wo die S-Bahn weiterführt.
In Esslingen wurde 1912 die Straßenbahn Eßlingen am Neckar eröffnet, die 1919 eine Verbindung mit dem Netz der Straßenbahn Stuttgart herstellte. Sie ist 1944 durch den Oberleitungsbus Esslingen am Neckar ersetzt worden. Im Jahre 1926 kam noch die Straßenbahn Esslingen–Nellingen–Denkendorf dazu, die bis 1978 ebenfalls auf die Filderhöhe hinauffuhr; von Nellingen nach Neuhausen zweigte seit 1929 eine weitere Linie ab.
Im Bereich der Eisenbahnen wurden lediglich zwei kürzere Streckenabschnitte stillgelegt:
- 1955: Leinfelden–Musberg–Waldenbuch (Siebenmühlentalbahn, 11,7 km)
- 1982: Kirchheim Süd–Holzmaden–Weilheim (7,7 km)

Im Jahre 2000 wurde von den SSB die Stadtbahn Stuttgart–Nellingen eröffnet.
Verantwortlich für den ÖPNV ist der Verkehrs- und Tarifverbund Stuttgart (VVS).

#### Fernstraßen
Durch das Kreisgebiet führt in west-östlicher Richtung die Bundesautobahn 8 Stuttgart–Ulm. Die wichtigsten Bundesstraßen sind die B 10 Stuttgart–Ulm, die B 27 Stuttgart–Tübingen, die B 312 Flughafen–Reutlingen und die B 313 Plochingen–Reutlingen.

#### Radverkehr
Durch den Landkreis verlaufen einige Alltagsrouten aus dem Radnetz Baden-Württemberg: 
- Von Stuttgart kommend über Esslingen und Plochingen Richtung Göppingen
- Von Plochingen über Wendlingen, Nürtingen und Neckartenzlingen Richtung Tübingen
- Von Stuttgart kommend über Leinfelden-Echterdingen, Filderstadt und Neckartenzlingen Richtung Metzingen
- Von Filderstadt über Wendlingen nach Kirchheim unter Teck.

Außerdem gibt es eine Radverkehrskonzeption für den Landkreis Esslingen.
Durch den Landkreis verlaufen als Landes-Radfernwege:
- Der Neckartal-Radweg[20], er verläuft von Villingen-Schwenningen nach Mannheim.
- Der Hohenzollern-Radweg[21] verläuft vom Bodensee über die hohenzollerischen Städte Sigmaringen und Hechingen und über Rottenburg am Neckar, Denkendorf und Esslingen nach Weinstadt im Rems-Murr-Kreis.
- Der Württemberger Weinradweg[22] verläuft von Rottenburg am Neckar nach Niederstetten und dabei von Metzingen über Neuffen nach Nürtingen, am Neckar entlang nach Esslingen und weiter Richtung Fellbach.

Im Osten des Landkreises verlaufen außerdem 
- Der Schwäbische-Alb-Radweg führt vom Bodensee über Weilheim an der Teck nach Donauwörth.
- Der Württemberger Tälerradweg führt von Crailsheim nach Ulm und weiter über Weilheim an der Teck und Göppingen nach Schwäbisch Gmünd
- Ein kurzer Abschnitt des Albtäler-Radwegs, es handelt sich um einen Rundkurs zwischen Römerstein und Sontheim an der Brenz.

Der Landkreis Esslingen ist Mitglied der AGFK (Arbeitsgemeinschaft Fahrrad- und Fußverkehrsfreundlicher Kommunen) in Baden-Württemberg und hat die "Qualitätsstufe" für eine fahrradfreundliche Kommune erreicht.

### Kreiseinrichtungen
Der Landkreis Esslingen ist Schulträger folgender Beruflichen Schulen: Friedrich-Ebert-Schule (Gewerbliche Schule) Esslingen, John-F.-Kennedy-Schule (Kaufmännische Schule) Esslingen, Käthe-Kollwitz-Schule (Hauswirtschaftliche Schule) Esslingen, Max-Eyth-Schule (Gewerbliche Schule) Kirchheim unter Teck, Jakob-Friedrich-Schöllkopf-Schule (Kaufmännische Schule) Kirchheim unter Teck, Philipp-Matthäus-Hahn-Schule (Gewerbliche Schule) Nürtingen, Otto-Umfrid-Schule (Gewerbliche Schule) Nürtingen, Albert-Schäffle-Schule (Kaufmännische Schule) Nürtingen und Fritz-Ruoff-Schule (Hauswirtschaftliche und Landwirtschaftliche Schule) Nürtingen, ferner der Rohräckerschulen Esslingen (Sonderpädagogische Bildungs- und Beratungszentren (SBBZ) mit dem Förderschwerpunkten geistige Entwicklung, körperlich-motorische Entwicklung und Sprache, jeweils mit Schulkindergarten sowie ein SBBZ für Schülerinnen und Schüler in längerer Krankenhausbehandlung), der Bodelschwinghschule Nürtingen (Förderschwerpunkt geistige Entwicklung) mit Schulkindergarten. In Dettingen unter Teck wurde ein weiteres SBBZ mit den Förderschwerpunkten geistige Entwicklung und Sprache mit Schulkindergarten gebaut.
Der Landkreis Esslingen ist auch Gesellschafter der medius KLINIKEN gGmbH. Diese Gesellschaft ist Träger des Paracelsus-Krankenhauses Ruit in Ostfildern-Ruit und des Klinikums Kirchheim-Nürtingen mit den Klinikstandorten Kirchheim unter Teck und Nürtingen. Das Klinikum Kirchheim-Nürtingen sowie das Paracelsus-Krankenhaus Ruit sind Akademische Lehrkrankenhäuser der Universität Tübingen.

## Gemeinden
Vereinbarte Verwaltungsgemeinschaften bzw. Gemeindeverwaltungsverbände
1. Vereinbarte Verwaltungsgemeinschaft der Stadt Kirchheim unter Teck mit den Gemeinden Dettingen unter Teck und Notzingen
2. Gemeindeverwaltungsverband Lenningen mit Sitz in Lenningen; Mitgliedsgemeinden: Gemeinden Lenningen und Erkenbrechtsweiler sowie Stadt Owen
3. Gemeindeverwaltungsverband Neckartenzlingen mit Sitz in Neckartenzlingen; Mitgliedsgemeinden: Altdorf, Altenriet, Bempflingen, Neckartailfingen, Neckartenzlingen und Schlaitdorf
4. Vereinbarte Verwaltungsgemeinschaft der Stadt Neuffen mit den Gemeinden Beuren und Kohlberg
5. Vereinbarte Verwaltungsgemeinschaft der Stadt Nürtingen mit den Gemeinden Frickenhausen, Großbettlingen, Oberboihingen, Unterensingen und Wolfschlugen
6. Gemeindeverwaltungsverband Plochingen mit Sitz in Plochingen; Mitgliedsgemeinden: Stadt Plochingen und Gemeinden Altbach und Deizisau
7. Gemeindeverwaltungsverband Reichenbach an der Fils mit Sitz in Reichenbach an der Fils; Mitgliedsgemeinden: Baltmannsweiler, Hochdorf, Lichtenwald und Reichenbach an der Fils
8. Vereinbarte Verwaltungsgemeinschaft der Stadt Weilheim an der Teck mit den Gemeinden Bissingen an der Teck, Holzmaden, Neidlingen und Ohmden
9. Gemeindeverwaltungsverband Wendlingen am Neckar mit Sitz in Wendlingen am Neckar; Mitgliedsgemeinden: Stadt Wendlingen am Neckar und Gemeinde Köngen

| Stadt                                     | Wappen | Fläche km² | Einwohner 31. Dezember 2024 | EW-Dichte EW je km² | Höhe über NN |
| ----------------------------------------- | ------ | ---------- | --------------------------- | ------------------- | ------------ |
| Aichtal                                   |        | 23,64      | 9.599                       | 406                 | 311          |
| Esslingen am Neckar, Große Kreisstadt     |        | 46,43      | 96.182                      | 2.072               | 241          |
| Filderstadt, Große Kreisstadt             |        | 38,54      | 46.243                      | 1.200               | 388          |
| Kirchheim unter Teck, Große Kreisstadt    |        | 40,47      | 42.299                      | 1.045               | 350          |
| Leinfelden-Echterdingen, Große Kreisstadt |        | 29,90      | 41.185                      | 1.377               | 432          |
| Neuffen                                   |        | 17,45      | 6.104                       | 350                 | 408          |
| Nürtingen, Große Kreisstadt               |        | 46,90      | 40.773                      | 869                 | 291          |
| Ostfildern, Große Kreisstadt              |        | 22,81      | 39.778                      | 1.744               | 312          |
| Owen                                      |        | 09,70      | 3.417                       | 352                 | 391          |
| Plochingen                                |        | 10,65      | 14.487                      | 1.360               | 276          |
| Weilheim an der Teck                      |        | 26,51      | 9887                        | 373                 | 385          |
| Wendlingen am Neckar                      |        | 12,15      | 15.988                      | 1.316               | 294          |
| Wernau (Neckar)                           |        | 10,90      | 12.200                      | 1.119               | 255          |

| Gemeinde                  | Wappen | Fläche km² | Einwohner 31. Dezember 2024 | EW-Dichte EW je km² | Höhe über NN |
| ------------------------- | ------ | ---------- | --------------------------- | ------------------- | ------------ |
| Aichwald                  |        | 14,68      | 7.271                       | 495                 | 450          |
| Altbach                   |        | 3,35       | 6.047                       | 1.805               | 247          |
| Altdorf                   |        | 3,25       | 1.713                       | 527                 | 356          |
| Altenriet                 |        | 3,35       | 1.942                       | 580                 | 403          |
| Baltmannsweiler           |        | 18,54      | 5.525                       | 298                 | 453          |
| Bempflingen               |        | 6,27       | 3.301                       | 526                 | 336          |
| Beuren                    |        | 11,69      | 3.591                       | 307                 | 435          |
| Bissingen an der Teck     |        | 17,06      | 3.406                       | 200                 | 415          |
| Deizisau                  |        | 6,27       | 6.707                       | 1.070               | 270          |
| Denkendorf                |        | 13,06      | 11.092                      | 849                 | 291          |
| Dettingen unter Teck      |        | 15,13      | 6.138                       | 406                 | 352          |
| Erkenbrechtsweiler        |        | 6,93       | 1.992                       | 287                 | 702          |
| Frickenhausen             |        | 11,35      | 9.201                       | 811                 | 323          |
| Großbettlingen            |        | 4,23       | 4.225                       | 999                 | 358          |
| Hochdorf                  |        | 7,75       | 4.773                       | 616                 | 292          |
| Holzmaden                 |        | 3,09       | 2.284                       | 739                 | 356          |
| Kohlberg                  |        | 4,39       | 2.277                       | 519                 | 476          |
| Köngen                    |        | 12,52      | 9.716                       | 776                 | 281          |
| Lenningen                 |        | 41,44      | 7.974                       | 192                 | 449          |
| Lichtenwald               |        | 10,81      | 2.564                       | 237                 | 467          |
| Neckartailfingen          |        | 8,26       | 3.841                       | 465                 | 282          |
| Neckartenzlingen          |        | 9,03       | 6.223                       | 689                 | 289          |
| Neidlingen                |        | 12,62      | 1.707                       | 135                 | 456          |
| Neuhausen auf den Fildern |        | 12,47      | 12.506                      | 1.003               | 320          |
| Notzingen                 |        | 7,70       | 3.684                       | 478                 | 316          |
| Oberboihingen             |        | 6,31       | 5.644                       | 894                 | 276          |
| Ohmden                    |        | 5,55       | 1.739                       | 313                 | 363          |
| Reichenbach an der Fils   |        | 7,43       | 8.362                       | 1.125               | 276          |
| Schlaitdorf               |        | 7,31       | 1.882                       | 257                 | 401          |
| Unterensingen             |        | 7,56       | 4.933                       | 653                 | 288          |
| Wolfschlugen              |        | 7,12       | 6.199                       | 871                 | 371          |

## Gemeinden vor der Kreisreform
Vor der Kreisreform am 1. Januar 1973 und vor der Gemeindereform gehörten zum (alten) Landkreis Esslingen seit 1938 insgesamt 33 Gemeinden, darunter zwei Städte. 1938 war aus den Gemeinden Pfauhausen und Steinbach die Gemeinde Wernau (Neckar) gebildet worden, die 1968 zur Stadt erhoben wurde. 1942 wurden die Gemeinden Plieningen und Birkach in die Stadt Stuttgart eingemeindet.
Am 7. März 1968 stellte der Landtag von Baden-Württemberg die Weichen für eine Gemeindereform. Mit dem Gesetz zur Stärkung der Verwaltungskraft kleinerer Gemeinden war es möglich, dass sich kleinere Gemeinden freiwillig zu größeren Gemeinden vereinigen konnten. Den Anfang im alten Landkreis Esslingen machten am 1. Januar 1971 die Gemeinden Hegenlohe und Thomashardt, die sich zur neuen Gemeinde Lichtenwald vereinigten. In der Folgezeit reduzierte sich die Zahl der Gemeinden stetig. Alle verbliebenen Gemeinden des alten Landkreises Esslingen gingen am 1. Januar 1973 im neuen vergrößerten Landkreis Esslingen auf.
Die größte Gemeinde des alten Landkreises Esslingen war die Kreisstadt Esslingen am Neckar, die seit dem 1. April 1956 Große Kreisstadt ist. Die kleinste Gemeinde war Hegenlohe.
Der alte Landkreis Esslingen umfasste zuletzt eine Fläche von 253 km² und hatte bei der Volkszählung 1970 insgesamt 251.141 Einwohner.
In der Tabelle wird die Einwohnerentwicklung des alten Landkreises Esslingen bis 1970 angegeben. Alle Einwohnerzahlen sind Volkszählungsergebnisse.
| Datum              | Einwohner |
| ------------------ | --------- |
| 17. Mai 1939       | 101.565   |
| 13. September 1950 | 145.189   |

| Datum        | Einwohner |
| ------------ | --------- |
| 6. Juni 1961 | 198.579   |
| 27. Mai 1970 | 251.141   |

Es folgt eine Liste der Gemeinden des alten Landkreises Esslingen vor der Gemeindereform. Alle Gemeinden gehören auch heute noch zum Landkreis Esslingen.

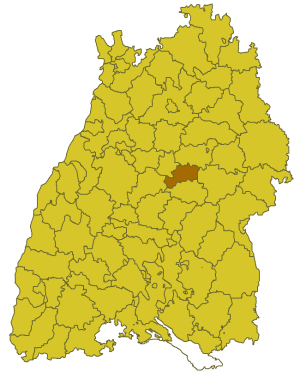
Landkreis Esslingen vor der Kreisreform

| frühere Gemeinde                      | heutige Gemeinde          | Fläche | Einwohner am 6. Juni 1961 |
| ------------------------------------- | ------------------------- | ------ | ------------------------- |
| Aichelberg                            | Aichwald                  | 3,23   | 950                       |
| Aichschieß                            | Aichwald                  | 5,61   | 972                       |
| Altbach                               | Altbach                   | 3,45   | 4.168                     |
| Baltmannsweiler                       | Baltmannsweiler           | 8,67   | 1.708                     |
| Berkheim                              | Esslingen am Neckar       | 4,40   | 4.613                     |
| Bernhausen                            | Filderstadt               | 10,36  | 5.914                     |
| Bonlanden auf den Fildern             | Filderstadt               | 5,82   | 3.630                     |
| Deizisau                              | Deizisau                  | 5,20   | 4.037                     |
| Denkendorf                            | Denkendorf                | 13,06  | 6.423                     |
| Echterdingen                          | Leinfelden-Echterdingen   | 13,61  | 6.583                     |
| Esslingen am Neckar, Große Kreisstadt | Esslingen am Neckar       | 38,30  | 83.236                    |
| Harthausen                            | Filderstadt               | 1,88   | 1.593                     |
| Hegenlohe                             | Lichtenwald               | 4,55   | 475                       |
| Hochdorf                              | Hochdorf                  | 7,72   | 2.436                     |
| Hohengehren                           | Baltmannsweiler           | 9,87   | 980                       |
| Kemnat                                | Ostfildern                | 4,92   | 2.868                     |
| Köngen                                | Köngen                    | 12,54  | 5.923                     |
| Nellingen auf den Fildern             | Ostfildern                | 9,02   | 8.286                     |
| Neuhausen auf den Fildern             | Neuhausen auf den Fildern | 12,47  | 5.814                     |
| Plattenhardt                          | Filderstadt               | 11,17  | 3.633                     |
| Plochingen, Stadt                     | Plochingen                | 10,70  | 11.358                    |
| Reichenbach an der Fils               | Reichenbach an der Fils   | 7,43   | 6.495                     |
| Ruit auf den Fildern                  | Ostfildern                | 4,06   | 4.223                     |
| Schanbach                             | Aichwald                  | 5,84   | 744                       |
| Scharnhausen                          | Ostfildern                | 4,84   | 2.177                     |
| Sielmingen                            | Filderstadt               | 9,36   | 3.503                     |
| Stetten auf den Fildern               | Leinfelden-Echterdingen   | 4,38   | 2.567                     |
| Thomashardt                           | Lichtenwald               | 6,26   | 545                       |
| Wernau (Neckar)                       | Wernau (Neckar)           | 10,90  | 9.330                     |
| Zell am Neckar                        | Esslingen am Neckar       | 3,53   | 3.395                     |

## Kfz-Kennzeichen
Am 1. Juli 1956 wurde dem Landkreis bei der Einführung der bis heute gültigen Kfz-Kennzeichen das Unterscheidungszeichen ES zugewiesen. Es wird durchgängig bis heute ausgegeben. Seit dem 10. November 2014 ist durch die Kennzeichenliberalisierung auch das Unterscheidungszeichen NT (Nürtingen) erhältlich.